# 200 mètres masculin aux Jeux olympiques d'été de 1960 (athlétisme)
Navigation
Melbourne 1956 Tokyo 1964
L'épreuve du 200 mètres masculin aux Jeux olympiques de 1960 s'est déroulée les 2 et 3 septembre 1960 au Stade olympique de Rome, en Italie. Elle a été remportée par l'Italien Livio Berruti.

## Résultats

### Finale
| Rang               | Athlète        | Pays       | Temps  | Notes |
| ------------------ | -------------- | ---------- | ------ | ----- |
| Médaille d'or      | Livio Berruti  | Italie     | 20 s 5 |       |
| Médaille d'argent  | Lester Carney  | États-Unis | 20 s 6 |       |
| Médaille de bronze | Abdoulaye Seye | France     | 20 s 7 |       |
| 4                  | Marian Foik    | Pologne    | 20 s 8 |       |
| 5                  | Stone Johnson  | États-Unis | 20 s 8 |       |
| 6                  | Ray Norton     | États-Unis | 20 s 9 |       |